# Indotipula latilobata
Indotipula latilobata är en tvåvingeart som först beskrevs av Alexander 1932.  Indotipula latilobata ingår i släktet Indotipula och familjen storharkrankar. Inga underarter finns listade i Catalogue of Life.